# Idesbalde Snoy d'Oppuers
Idesbalde François Ghislain Snoy d'Oppuers (Mechelen, 27 oktober 1777 - Parijs, 2 maart 1840) was een Belgisch katholiek politicus.

## Biografie

### Familie
Baron Idesbalde Snoy d'Oppuers was een telg uit de familie Snoy, die sinds 1633 adellijke titels had en die onder het Verenigd Koninkrijk der Nederlanden adelsbevestiging kreeg met de baronstitel voor al zijn leden. Hij was een zoon van Philippe Snoy d'Oppuers, burgemeester van Mechelen, en Marie-Alexandre van der Gracht (1752-1832).
Hij trouwde in 1810 met Bois-Seigneur-Isaac met Joséphine Cornet de Grez (1785-1839). Ze kregen vier zoons en twee dochters.
- Eulalie Snoy (1812-1862), trouwde in 1834 in Brussel met graaf Ferdinand Cornet de Grez d'Elzius (1797-1869), burgemeester van Dworp, lid van de Tweede Kamer, lid van het Nationaal Congres en volksvertegenwoordiger. Ze kregen een zoon en een dochter, met afstammelingen tot heden.
- Idesbalde Snoy et d'Oppuers (1819-1870), provincieraadslid van Brabant, trouwde in 1858 in Brussel met barones Marie-Julie Goethals (1837-1909), dochter van baron Auguste Goethals, luitenant-generaal en minister van Oorlog. Ze kregen een zoon en twee dochters, waaronder baron Thierry Snoy et d'Oppuers, burgemeester van Ophain-Bois-Seigneur-Isaac en senator, met afstammelingen tot heden.
- Alphonse Snoy (1820-1844), trouwde in 1842 in Clabecq met Jeanne-Louise de La Croix de Chevrières de Sayve (1819-1897). Ze kregen een zoon, baron Georges Snoy, gemeenteraadslid van Eigenbrakel en volksvertegenwoordiger, met afstammelingen tot heden.
- Charles Snoy (1823-1908), industrieel, provincieraadslid van Brabant en volksvertegenwoordiger, trouwde in 1843 in Parijs met Claire de La Croix de Chevrières de Sayve (1821-1894). Ze kregen drie zoons en een dochter, met afstammelingen tot heden.

### Loopbaan
Van 1826 tot 1830 was hij kamerheer van koning Willem I. Bij de eerste Belgische wetgevende verkiezingen in 1831 werd hij verkozen tot senator voor het arrondissement Mechelen, een mandaat dat hij vervulde tot aan zijn dood.